# Политичка вечера
„Политичка вечера” је југословенски ТВ филм из 1968. године. Режирао га је Драгољуб Шварц а сценарио је написао Славко Колар.

## Улоге
| Глумац            | Улога |
| ----------------- | ----- |
| Реља Башић        |       |
| Звонимир Ференчић |       |
| Иво Фици          |       |
| Зденка Хершак     |       |
| Младен Шермент    |       |
| Фабијан Шоваговић |       |
| Крешимир Зидарић  |       |